# Bryonia monoica
Bryonia monoica là một loài thực vật có hoa trong họ Cucurbitaceae. Loài này được Aitch. & Hemsl. mô tả khoa học đầu tiên năm 1886.